# Korint
Korint (/kɔrɪnθ/; grščina: Κόρινθος, Korinthos, izgovarjava [korinθos]) je mesto in nekdanja občina v Korintiji na Peloponezu v Grčiji. Od reforme lokalne samouprave 2011 je del občine Korint, sedež in občinska enota.  Je glavno mesto Korintije.
Leta 1858, ko je potres uničil naselje Korint, ki se je razvilo v antičnem mestu Korint in okoli njega, je bilo mesto ustanovljeno kot Novi Korint (Νέα Κόρινθος). 

## Geografija
Korint leži približno 78 km  zahodno od Aten in je obdan z obalnimi naselji Lechaio, Isthmia, Kechries in Examilia. Tukaj je tudi arheološko najdišče in vas antičnega Korinta. Naravne danosti okoli mesta so ozka obalna ravnica Vocha, korintski zaliv, Korintska ožina s svojim prekopom, Saronski zaliv, gore Oneia in monolitna skala Acrocorinth, kjer je bila zgrajena srednjeveška akropola.

## Zgodovina
Korint je dobil ime po antičnem Korintu, antični mestni državi. Leta 1858 je staro mesto, ki je zdaj znano kot Archaia Korinthos (Αρχαία Κόρινθος) in je 3 km  severozahodno od sodobnega mesta, popolnoma uničil potres z magnitudo 6,5. Nea Korinthos ali Novi Korint je bil nato zgrajen nekaj kilometrov stran na obali Korintskega zaliva. Z magnitudo 6,3 je potres leta 1928 uničil tudi novo mesto, ki je bilo nato obnovljeno na istem mestu.  Leta 1933 je bilo ponovno obnovljeno po velikem požaru.

## Demografija
Občina Korint (Δήμος Κορινθίων) ima po popisu iz leta 2011 58.192 prebivalcev in je druga najbolj naseljena občina v peloponeški regiji za Kalamato. Samo mesto ima 30.176 prebivalcev, kar ga uvršča na tretje mesto za Kalamato in Tripolijem. 
Občina Korint (Δημοτική ενότητα Κορινθίων) vključuje poleg Korinta še naselja Archaia Korinthos (2198 prebivalcev v letu 2011), Examilia (2905 prebivalcev) in manjši naselji Xylokeriza (1316 prebivalcev) in Solomos (817 prebivalcev).

## Gospodarstvo
Korint je pomembno industrijsko središče na državni ravni. Korintska rafinerija je največja rafinerija nafte v Evropi. V okolici izdelujejo bakrene kable, naftne izdelke, usnje, medicinsko opremo, marmor, sadro, keramične ploščice, sol, mineralno vodo in pijače, mesne izdelke in lepilo. Leta 2005 se je začelo obdobje deindustrializacije, velik kompleks cevovodov, tekstilna tovarna in objekt za pakiranje mesa so zmanjšali svoje poslovanje.

## Promet
Korint je pomembno cestno vozlišče. Tu se križata cestninska avtocesta A7 v Tripoli in Kalamato (in Šparto po A71) in odcep A8/Evropska cesta E94 - cestninska avtocesta iz Aten v Korint. Korint je glavna vstopna točka do Peloponeza, najjužnejše območje celinske Grčije.
Mesto je povezano s proastiakosom, atensko primestno železniško omrežje, od leta 2005, ko je bila dokončana nova korintska železniška postaja.

### Pristanišče
Pristanišče Korint, ki je severno od središča mesta in blizu severozahodnega vhoda v Korintski prekop, na 37 56,0 "N/22 56,0" E, uporabljata lokalna industrija in kmetijstvo za izvoz blaga.
To je umetno pristanišče (globina približno 9 metrov, zavarovana z betonskim pomolom dolžine približno 930 metrov, širina 100 metrov in površino 93.000 m²). Nov pomol je bil končan v poznih osemdesetih in je podvojil zmogljivost pristanišča. Okrepljen pomol ščiti zasidrana plovila pred močnimi severnimi vetrovi.
V pristanišču sta carinski urad in helenska obalna straža. Pomorski promet je omejen na trgovino za izvoz lokalnih izdelkov, predvsem agrumov, grozdja, marmorja, agregatov in nekaj domačega uvoza. Pristanišče je ob nepredvidljivih dogodkih, kot je stavka v pristanišču Pirej, objekt za splošne tovorne ladje, prevoz razsutega tovora in ladje RO-RO. Trajektna linija (RORO) povezuje Korint z Italijo.
So tudi trajektne povezave do Catanie, Sicilije in Genove v Italiji.

### Prekop
Korintski prekop uporabljajo ladje za promet med zahodnim Sredozemljem in Egejskim morjem in leži približno 4 km  vzhodno od mesta. Urezan je skozi Korintsko ožino, ki povezuje Peloponez z grško celino, zaradi česar je postal otok. Gradbeniki so izkopali prekop skozi ožino na nivoju morske gladine in nima zapornic. Je 6,4 km  dolg in le 21,3 m  širok, tako da je neprehoden za večino sodobnih ladij. Zdaj ima manjši gospodarski pomen.
Gradbena dela so se začela leta 1881, vendar so bila ovirana zaradi geoloških in finančnih težav, prvi gradbeniki so bankrotirali. Končan je bil leta 1893, vendar mu zaradi ozkosti, navigacijskih težav in pogostega zaprtja zaradi popravila usadov iz strmih brežin, ni uspelo pritegniti ravni predvidenega prometa. Danes se uporablja predvsem za turistični promet.

## Pobratena mesta
- Sirakuze, Sicilija[4]
- Jagodina, Srbija
- Abilene, Teksas, ZDA
- Corinth, Vermont, ZDA

## Pomembni ljudje
- George Kollias (1977-), bobnar ameriške glasbene skupine Nile
- Ioannis Papadiamantopoulos starejši (1766–1826), revolucionarni vodja med grško vojno za osvoboditev
- Irene Papas, grška igralka